# Coupe (couture)
En couture, la coupe est la forme générale d'un vêtement, d'une pièce d'habillement, d'un chapeau ou autre couvre-chef.
Pour les chemises, on distingue majoritairement trois types de coupes: la coupe droite, la coupe ajustée et la coupe cintrée. La coupe droite est la coupe qui offre le maximum de confort en gardant la même largeur sous l'aisselle qu'au niveau de la taille et convient particulièrement aux personnes fortes. À mi-chemin entre la coupe droite et la coupe cintrée, la coupe ajustée met en avant les épaules tout en possédant un certain confort au niveau du ventre. Enfin, la coupe cintrée valorise particulièrement le haut du corps et les silhouettes en « V » en étant serrée au niveau du ventre.